# Fantasy Records
Fantasy Records – powstała w 1949 roku, amerykańska wytwórnia płytowa, której założycielami byli bracia Max i Sol Weiss. Przed utworzeniem Fantasy, zarządzali oni zakładem Circle Record Company, wytwarzającym płyty gramofonowe (niezwiązany z wytwórnią Circle Records). Na początku istnienia przedsiębiorstwa firma wydawała nagrania Dave'a Brubecka, Cala Tjadera, Vince'a Guaraldi'ego, oraz innych muzyków związanych z gatunkiem jazz. Była to pierwsza wytwórnia, która nagrała występy Lenny'ego Bruce'a, amerykańskiego prekursora formy artystycznej stand-up, które zostały opublikowane w latach 1958–1961, w formie czterech albumów.